# Lantillac
Lantillac is een dorp en gemeente en in Frankrijk, in Bretagne. Lantillac telde op 1 januari 2022 291 inwoners.

## Geschiedenis
De gemeente maakte voor 2015 deel uit van het kanton Rohan. Toen het kanton op 22 maart 2015 werd opgeheven werd Lantillac opgenomen in het kanton Ploërmel.

## Geografie
De oppervlakte van Lantillac bedraagt 7,72 vierkante kilometer; Op 1 januari 2022 was de bevolkingsdichtheid 37,7 inwoners per km².
De onderstaande kaart toont de ligging van Lantillac met de belangrijkste infrastructuur en aangrenzende gemeenten.

## Demografie
Onderstaande figuur toont het verloop van het inwonertal.
Brignac · Campénéac · Concoret · La Croix-Helléan · Cruguel · Évriguet · Forges de Lanouée · Gourhel · La Grée-Saint-Laurent · Guégon · Guillac · Guilliers · Helléan · Josselin · Lantillac · Loyat · Mauron · Ménéac · Mohon · Montertelot · Néant-sur-Yvel · Ploërmel · Saint-Brieuc-de-Mauron · Saint-Léry · Saint-Malo-des-Trois-Fontaines · Saint-Servant · Taupont · Tréhorenteuc · La Trinité-Porhoët